# Jade Puget
Jade Errol Puget (Ukiah, California, 28 de noviembre de 1973) es el actual guitarrista del grupo AFI. Se unió al grupo en 1998, antes de tocar con AFI, Jade tocó en varios grupos, los más importantes Loose Change con Chon Travis y Redemption 87.
Jade suele utilizar una Gibson Les Paul Studio
Las grabaciones de Jade con AFI incluyen los EP Black Sails (1999), All Hallows (1999), The Days of the Phoenix (2001) y 336 (2002) y los álbumes Shut Your Mouth and Open Your Eyes (1997), Black Sails in the Sunset (1999), The Art of Drowning (2000), Sing the Sorrow (2003), Decemberunderground (2006) Crash Love (2009), Burials (2013), The Blood (2017) y Bodies (2021).
Jade comparte el estilo de vida Straight Edge con Davey Havok, cantante de AFI. Aunque el grupo no sea Straight Edge. Tiene varios tatuajes incluyendo un 18 en su brazo (que originalmente era un 13), un gato saltando a través de un nueve que comparte con Davey y Nick 13, y la palabra "Committed" cruzado en su estómago. En sus brazos tiene las palabras "Boy's Don't Cry" (un homenaje a The Cure) y "Love will tear us Apart" que es un tributo a Joy division. Tiene un chihuahua llamado Munch. Jade suele pintar sus uñas de negro a excepción de su "Pinky" (meñique) que como su nombre lo dice es color rosa. Últimamente ha realizado colaboraciones en canciones de Marilyn Manson como es el nuevo sencillo Heart-Shaped Glasses (When the Heart Guides the Hand) y también en el sencillo de Tokio Hotel que sacó en UK Ready, Set, Go para su primer álbum en inglés Scream.

## Discografía
AFI
- 1999: Black Sails In the Sunset
- 2000: The Art of Drowning
- 2003: Sing the Sorrow
- 2006: Decemberunderground
- 2009: Crash Love
- 2013: Burials
- 2017: AFI (The Blood Album)
- 2021: Bodies

Blaqk Audio
- 2007: CexCells
- 2012: Bright Black Heaven
- 2016: Material
- 2019: Only Things We Love
- 2020: Beneath the Black Palms
- 2022: Trop d’amour